# Clas Eriksson Fleming
Klaus Fleming (1535-1597) fue un noble finlandés, administrador de los reyes suecos.
En 1591 Klaus Fleming fue nombrado Comandante en Jefe del ejército y la armada de Finlandia y Suecia. Se le nombró Mariscal de Campo y Almirante Imperial. Como Gobernador de Finlandia y Estonia llevaba las obligaciones de la alta autoridad de Finlandia y Estonia para el reino sueco, próximo al Rey de Suecia.
El padre de Fleming, nieto de Björn Ragvaldsson, fue el Consejero de Estado Erik Fleming (1487-1548), también un hombre notable y favorito del Rey Gustavo I de Suecia.
- Datos: Q553569